# Тадей Едеський
Тадей Едеський (Фадей, ? — 44 або 50) — ранньохристиянський святий, учень Івана Хрестителя, один із 70 апостолів Ісуса Христа.

## Біографія
Святий Тадей Едеський народився у сирійському місті Едесі і походив з єврейського роду. Коли прибув до Єрусалима — став учнем Івана Хрестителя і прийняв хрещення та покаяння.
Згодом вибраний одним із 70 апостолів Ісуса Христа. Після Христового вознесіння Тадей повернувся до рідного міста. Опісля проповідував християнство в Месопотамії і Фінікії, де і помер.

### Святий Тадей іВірменія
Існує передання, що він загинув мученицькою смертю у Вірменії.

## Вшанування
- Пам'ять — 3 вересня[1]
- 17 січня[2] (Собор Сімдесяти апостолів)